# Abengourou
Abengourou è una città della Costa d'Avorio, situata nella parte meridionale del Paese; è capoluogo del distretto di Comoé e della regione di Indénié-Djuablin. È anche comune e sottoprefettura nell'omonimo dipartimento. La popolazione è stata stimata in 105.000 persone nel 2004.

## Comuni
- Abengourou
- Abradinou
- Abronamoué
- Affalikro

## Toponomastica
Il nome della città, Abengourou, deriva dall'espressione "Kro n'pé", che significa in Ashanti, una lingua del Ghana, "non parlo".